# Carlos López-Cantera
Carlos López-Cantera född 29 december 1973 är en amerikansk politiker, han är den nuvarande viceguvernören i delstaten Florida. Han fick sitt ämbete den 3 februari 2014. Han blev tillsatt av guvernören Rick Scott efter att den förra vice-guvernören  Jennifer Carroll avgick i mars 2013 efter anklagelser om brott.